# Vera Farmiga
Vera Farmiga odnosno Vira Farmiga (ukr. Віра Фарміга / Vira Farmiga) je američka glumica ukrajinskog podrijetla. Debitirala je u Broadwayskom kazalištu 1996., a svoju filmsku karijeru započinje 1998. ulogom u triler drami »Return to Paradise« (Povratak u raj). U 2009. godini je prvi puta nominirana za »Oskara« zahvaljujući ulozi u filmu Ni na nebu, ni na zemlji.

## Životopis
Vera Farmiga je rođena 6. kolovoza 1973. u New Jerseyu (SAD), u obitelji ukrajinskih imigranata. Ima šestero braće i sestara te je odrasla u ukrajinskoj zajednici s kojom je sudjelovala u izvođenju folklornih plesova (grupa »Syzokryli«). Kao srednjoškolka završila je Ukrajinsku katoličku školu, a zatim je studirala likovnu i scensku umjetnost na američkom Sveučilištu Syracuse. Za života se preudala, i danas ima dvoje djece.
Od 1996. godine Vera započinje svoju glumačku karijeru, a dvije godine poslije i filmsku. Od tada je u usponu i dobiva sve primjećenije uloge. Dobila je nekoliko priznanja i nagrada, a prva veća među njima je dobivena 2004. za ulogu Irene u filmu »Down to the Bone«. Godine 2009. bila je nominirana za Oskara zahvaljujući ulozi poslovne žene Alex Goran u filmu Ni na nebu, ni na zemlji. Vera iza sebe ima 30-ak filmskih uloga.

## Vanjske poveznice
- Vera Farmiga u internetskoj bazi filmova IMDb-u (engl.)